# Fânațe (Tăureni), Mureș
Fânațe este un sat în comuna Tăureni din județul Mureș, Transilvania, România.